# Eger
 For alternative betydninger, se Eger (flertydig). (Se også artikler, som begynder med Eger)
En ege (eller eger) er en af flere stænger, der på et hjul holder en fælg på plads i forhold til navet. 
Egehjul bruges både til cykler, motorcykler, (sports)biler, damplokomotiver samt andre vogne.
Egerne kan enten være stive, som i et træhjul, eller bøjelige men hårdt spændte, som i et cykelhjul, eller blot nogle metalstænger mellem nav og fælg på mindre hjul som f.eks. trehjulede børnecykler. På støbte fælge/hjul som alufælge eller plastfælge er egerne blot en del af selve hjulet, der (som regel) hverken kan adskilles eller justeres.

## Eger på et cykelhjul
Et cykelhjul har typisk mellem 24 og 36 eger. Antallet er næsten altid et tal deleligt med 4.
Hvis egerne ikke er spændt tilpas hårdt, vil hjulet ikke være stift, og giver efter som trykket skifter, sommetider knirker det. Hvis egerne er for hårdt spændte, kan de bøje fælgen ud af form.
Til at spænde egerne bruger man en egenøgle (også kaldt egespænder), der kan købes billigt ved mange cykelhandlere.
Egerne sidder fast i navet med kroge, der ikke kan justeres. Den anden ende af egen monteres på fælgen vha. såkaldte nipler (en aflang forholdsvis tynd møtrik med en fortykkelse i den ene ende). En nippel er en møtrik, der går igennem et hul i fælgen. Niplen har et hoved, der holder den fast på fælgen, og den modsatte ende har indvendigt gevind, der griber fat i egen. Når niplen drejes, trækker den i egen, som spændes.
Ved at dreje på niplerne kan man løsne eller spænde egerne, derved kan man ofte udrette et ekset hjul, (men det kræver en hel del tålmodighed). 
Efter at have udrettet et ekset hjul, vil egerne ikke være lige spændte, og derfor kan hjulet være mere udsat for at ekse igen. 
En hjulopretter er en anordning, hvori man monterer et hjul, så man kan se, hvor på hjulet, at det slår ud til den ene eller anden side. Alternativt kan man montere hjulet i cykelstellet for at se, hvor hjulet ekser, og derefter rette eventuelle skævheder.